# 리그베다 부족

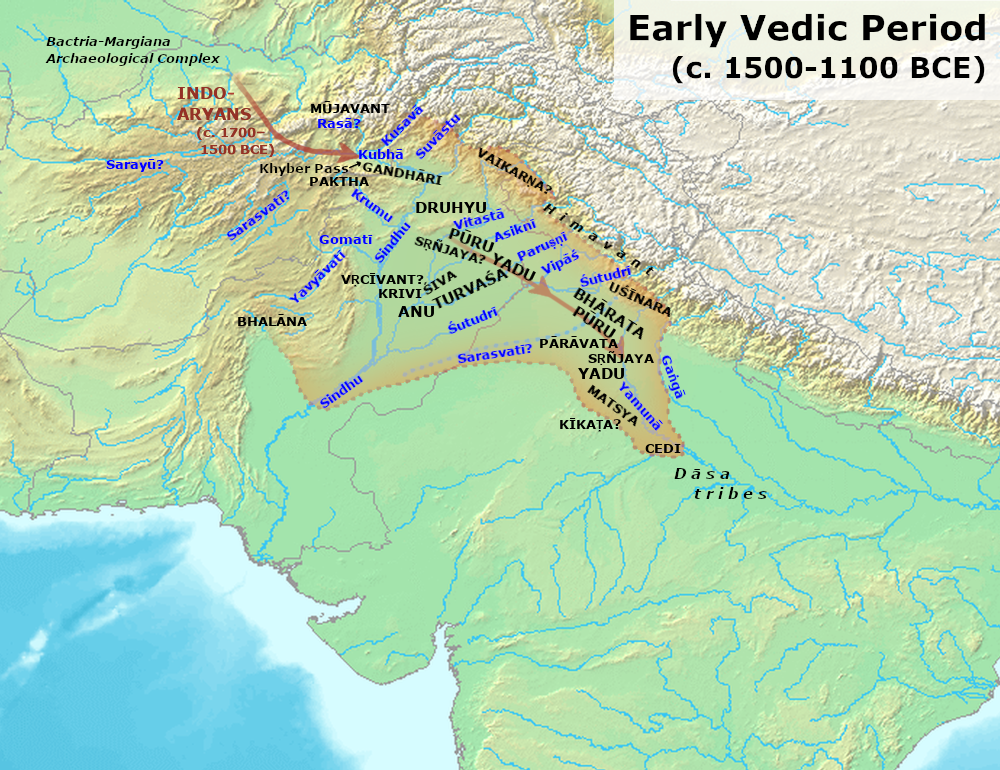
리그베다 부족의 이주

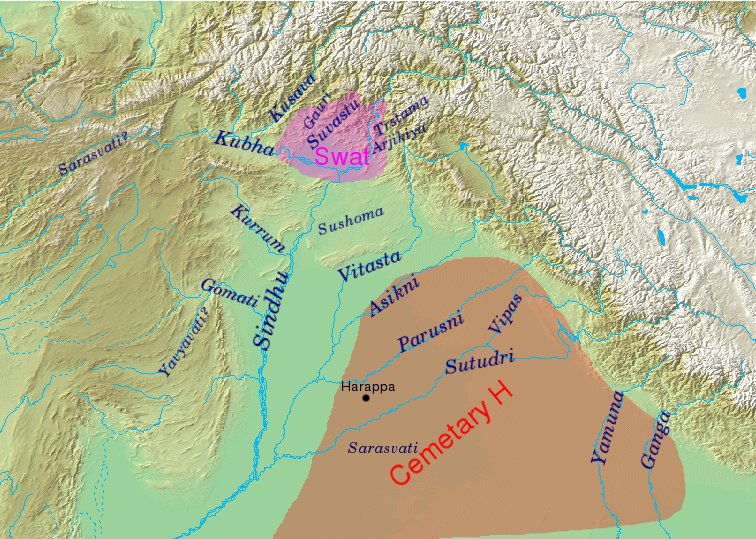
리그베다 부족의 거주지역

다음은 리그베다 본문에 언급된 인도아리아인 부족의 자나 목록이다.

## 목록
1. 알리나족 : 다사라즈나 전투에서 수다스 왕에게 패배한 자나 중 하나로[1]아마도 오늘날 누리스탄주의 북동쪽에 거주한 것으로 추정되고 있다.[2]
2. 아누족 : 라비강 지역에 거주하던 자나로 추정된다.[3]
3. 바지라타족
4. 발라나족 : 볼란패스 지역에 거주하던 자나로 추정되고 있다.[4]
5. 바라타족
6. 브리구족 : 아마 브라만 가문의 후손인 자나로 추측된다.
7. 체디족
8. 다사족
9. 다하에족
10. 간다리족 : 간다라 왕국의 모태가 된 자나로 추측된다.(RV I 1.126.7).
11. 군구족
12. 이크슈바쿠족
13. 크리비족
14. 키카타족
15. 쿠루족
16. 마히나족
17. 말란카하라족
18. 마우자반트족
19. 마츠야족
20. 나후샤족
21. 파크타족
22. 파르니족
23. 파라바타족
24. 파르수족 : 페르시아인 계열의 이란계 부족으로 추정되고 있다.[5]
25. 푸루족
26. 루샤마족
27. 사라스바타족
28. 트리슈족
29. 트루바사족
30. 야다바족
31. 브리슈니족

## 같이 보기
- 인도아리아인

## 참고 자료
- 리그 베다
- 비슈누 푸라 나
- Frawley David : 리그 베다와 인도의 역사, 2001. (Aditya Prakashan), ISBN 81-7742-039-9
- Pargiter, FE [1922] 1979. 고대 인도 역사 전통. 뉴 델리 : 코스모.
- Talageri, Shrikant : Rigveda : 역사적 분석 2000, ISBN 81-7742-010-0    [6]; -아리안 침략 이론과 인도 민족주의. 1993.